# Браженский сельсовет
Браженский сельсовет - сельское поселение в Канском районе Красноярского края.
Административный центр - село Бражное.

## Население
| 2010 | 2012  | 2013  | 2014  | 2015  | 2016  | 2017  |
| ---- | ----- | ----- | ----- | ----- | ----- | ----- |
| 2714 | ↘2659 | ↘2615 | ↗2658 | ↘2647 | ↘2623 | ↘2589 |

## Состав сельского поселения
В состав сельского поселения входят 3 населённых пункта:
| № | Населённый пункт | Тип населённого пункта       | Население |
| - | ---------------- | ---------------------------- | --------- |
| 1 | Ашкаул           | деревня                      | ↘598      |
| 2 | Бражное          | село, административный центр | ↘1756     |
| 3 | Степняки         | посёлок                      | 360       |

## Местное самоуправление
Браженский сельский Совет депутатов
Дата избрания: 14.03.2010. Срок полномочий: 5 лет. Количество депутатов:  10
Глава муниципального образования
- Ткач Владимир Геннадьевич. Дата избрания: 14.03.2010. Срок полномочий: 5 лет